# Matsudaira Katahiro
Matsudaira Katahiro est un nom japonais traditionnel ; le nom de famille (ou le nom d'école), Matsudaira, précède donc le prénom (ou le nom d'artiste).
Matsudaira Katahiro (松平 容衆, 30 octobre 1803-20 avril 1822) est un daimyo de la fin de l'époque d'Edo qui dirige le domaine d'Aizu. Il prend la place de chef de famille à l'âge de 4 ans et meurt à 18 ans. Sa mort entraîne la disparition de la lignée en descendance directe de Tokugawa Hidetada.

## Source de la traduction
- (en) Cet article est partiellement ou en totalité issu de l’article de Wikipédia en anglais intitulé « Matsudaira Katahiro » (voir la liste des auteurs).